# Поэма экстаза
«Поэ́ма экста́за» — симфоническая поэма Александра Скрябина, написанная в 1907 году и включенная им в ор. 54. За неё Скрябину в 1908 году в 11-й раз была присуждена Глинкинская премия.

## История
Впервые поэма была исполнена в Нью-Йорке 27 ноября 1908 года под управлением Модеста Альтшулера. В России «Поэма экстаза» впервые исполнена 19 января 1909 года в Санкт-Петербурге Придворным оркестром (дирижёр Гуго Варлих). 
Ещё в 1906 году Скрябин издал стихотворный текст поэмы, но намеренно не напечатал его при партитуре в качестве программы, так как придавал большее значение самой музыке. О стихотворном тексте поэмы он писал:

Дирижёрам, которые захотят поставить Поэму экстаза, всегда можно сообщить, что таковой имеется, вообще же я хотел бы, чтобы относились сначала к чистой музыке.

## Описание
«Поэма экстаза» по форме является одночастной симфонией и следует традиционной сонатной форме, трактованной Скрябиным весьма свободно. Поэма имеет более десяти музыкальных тем, каждая из которых носит определённое смысловое значение.
«Поэма экстаза» является новой ступенью симфонизма Скрябина. В отличие от симфоний (предшественники Поэмы), в Поэме экстаза нет драматическо-трагедийных образов, зато в выражении душевных переживаний произведение признано лучшим[кем?].